# Galeruca
Galeruca là một chi bọ cánh cứng trong họ Chrysomelidae.
Chi này được miêu tả khoa học năm 1764 bởi Muller.

## Các loài
Các loài trong chi này gồm:
- Galeruca abbreviata (Joannis, 1866)
- Galeruca altissima Chen & Jiang, 1981
- Galeruca angelae Havelka, 1958
- Galeruca angelae Havelka, 1958
- Galeruca angulicollis Kocher, 1959
- Galeruca angusta (Kuster, 1849)
- Galeruca angusta Küster, 1849
- Galeruca artemisiae (Rosenhauer, 1856)
- Galeruca artemisiae Rosenhauer, 1856
- Galeruca baetica Weise, 1891
- Galeruca baetica Weise, 1891
- Galeruca barbara (Erichson, 1841)
- Galeruca barovskyi (Jacobson, 1925)
- Galeruca browni (Blake, 1945)
- Galeruca canigouensis Fauvel, 1892
- Galeruca canigouensis (Fauvel, 1892)
- Galeruca circassica Reitter, 1889
- Galeruca comaica Chen & Jiang, 1981
- Galeruca corsica (Joannis, 1866)
- Galeruca corsica Joannis, 1865
- Galeruca costatissima (Blake, 1945)
- Galeruca cretica Weise, 1889
- Galeruca dablii (Joannis, 1866)
- Galeruca dahlii Joannis, 1865
- Galeruca dahlii Solskv, 1876
- Galeruca daurica (Joannis, 1866)
- Galeruca erratica (Joannis, 1866)
- Galeruca extensa Motschulsky, 1861
- Galeruca externa (Say, 1824)
- Galeruca fuliginosa (Joannis, 1866)
- Galeruca fulvimargo (Reitter, 1901)
- Galeruca goudoti (Joannis, 1866)
- Galeruca gyangzea Chen, 1987
- Galeruca haagi Joannis, 1865
- Galeruca haggi (Joannis, 1866)
- Galeruca heydeni Weise, 1886
- Galeruca himalayensis Jacoby, 1896
- Galeruca hunyadensis Csiki, 1952
- Galeruca hunyadensis Csiki, 1953
- Galeruca ida Havelka, 1956
- Galeruca ida Havelka, 1956
- Galeruca impressicollis Pic, 1934
- Galeruca improvisa Havelka, 1956
- Galeruca indica Baly, 1878
- Galeruca interrupta (Illiger, 1802)
- Galeruca interrupta Illiger, 1802
- Galeruca laticollis Sahlberg, 1837
- Galeruca laticollis (Sahlberg, 1837)
- Galeruca littoralis (Fabricius, 1787)
- Galeruca littoralis Fabricius, 1787
- Galeruca lobata (Joannis, 1866)
- Galeruca lobata Joannis, 1865
- Galeruca luctuosa (Joannis, 1866)
- Galeruca luctuosa Joannis, 1865
- Galeruca macchoi (Joannis, 1866)
- Galeruca macchoi Joannis, 1865
- Galeruca maculaticeps Pic, 1920
- Galeruca malakkana Mohamedsaid, 1998
- Galeruca mauritiana Fairmaire, 1903
- Galeruca meigi Perez, 1874
- Galeruca melanocephala Ponza, 1805
- Galeruca melanocephala Ponza, 1805
- Galeruca microptera Havelka, 1954
- Galeruca miegi Perez, 1874
- Galeruca monticola Kiesenwetter, 1850
- Galeruca monticola (Kiesenwetter, 1850)
- Galeruca nebrodensis Ragusa, 1887
- Galeruca nebrodensis Ragusa, 1887
- Galeruca nigrolineata (Mannerheim, 1825)
- Galeruca obscura (Joannis, 1866)
- Galeruca obscura Joannis, 1865
- Galeruca pallasia (Jacobson, 1925)
- Galeruca parallelipennis Beenen, 2002
- Galeruca planiuscula Laboissiere, 1937
- Galeruca pomonae (Scopoli, 1763)
- Galeruca pomonae Scopoli, 1763
- Galeruca popenoei (Blake, 1945)
- Galeruca regularis Beenen & Yang, 2007
- Galeruca reichardti Jacobson, 1925
- Galeruca reichei Joannis, 1865
- Galeruca reicheri (Joannis, 1866)
- Galeruca reiterit Havelka, 1958
- Galeruca rudis (LeConte, 1857)
- Galeruca rufa Germar, 1824
- Galeruca rufa Germar, 1824
- Galeruca rugosa (Joannis, 1866)
- Galeruca rugosa Joannis, 1865
- Galeruca sardoa Gené, 1839
- Galeruca sardoa Gene, 1839
- Galeruca sexcostata Jacoby, 1904
- Galeruca sicana Reiche, 1860
- Galeruca sicans (Reiche, 1860)
- Galeruca sinensis (Laboissiere, 1937)
- Galeruca spectabilis Faldermann, 1837
- Galeruca spectabilis Faldermann, 1837
- Galeruca subcostata Beenen, 2003
- Galeruca tanaceti (Linnaeus, 1758)
- Galeruca tanaceti Linnaeus, 1758
- Galeruca tarsalis Baly, 1879
- Galeruca tripoliana (Chevrolat, 1873)
- Galeruca trubetzkoji (Jacobson, 1925)
- Galeruca villiersi (Berti & Rapilly, 1983)
- Galeruca weisei Reitter, 1903
- Galeruca yunnana Yang & Li in Li & Yao, 1997
- Galeruca zangana Chen, 1987